# Lustra (singel)
Lustra – singel Natalii Szroeder, wydany 19 lutego 2016. Piosenkę skomponowali, oprócz samej wokalistki, Szymon Chodyniecki, Przemysław Puk i Marcin Górecki, natomiast tekst napisał Liber.
Utwór znalazł się na 6. miejscu listy AirPlay, najczęściej odtwarzanych utworów w polskich rozgłośniach radiowych. Nagranie otrzymało w Polsce status podwójnego platynowego singla, przekraczając liczbę 40 tysięcy sprzedanych kopii.
Kompozycja zajęła 5. miejsce w polskich preselekcjach do 61. Konkursu Piosenki Eurowizji.

## Powstanie utworu
Utwór skomponowali Natalia Szroeder, Szymon Chodyniecki, Przemysław Puk oraz Marcin Górecki, a tekst napisał Liber. Kompozycja została utrzymana w stylistyce popowej. Singel ukazał się w formacie digital download 19 lutego 2016 w Polsce. Piosenka była jednocześnie zapowiedzią pierwszej solowej płyty piosenkarki, zatytułowanej Natinterpretacje.

## Preselekcje do Konkursu Piosenki Eurowizji
9 lutego 2016 Szroeder na antenie radia RMF FM potwierdziła, że wraz z utworem „Lustra” zgłosiła się do udziału w polskich preselekcji do 61. Konkursu Piosenki Eurowizji. Kilka dni później kompozycja znalazła się na liście zakwalifikowanych do finału eliminacji, który odbył się 5 marca. Była to jedyna polskojęzyczna propozycja zaprezentowana podczas preselekcji. Piosenka zajęła ostatecznie 5. miejsce z udziałem 4,20% głosów.

Utwór mówi o niespełnionej miłości i o powracającej karmie. Kobiety najczęściej cierpią w samotności, dlatego taki właśnie jest teledysk. Pojawiające się momentami obrazy małej dziewczynki, symbolizują kobiecą bezbronność, bezradność i delikatność wobec, często brutalnej, rzeczywistości.

## Premiera utworu
Premiera radiowa utworu miała miejsce 19 lutego 2016 w RMF FM.

## Teledysk
19 lutego 2016 odbyła się premiera teledysku do piosenki. Wyreżyserował go Michał Kwiatek.

## Sukces komercyjny
Singel dotarł do 6. miejsca listy AirPlay – Top, najczęściej granych utworów w polskich rozgłośniach radiowych, i pokrył się w Polsce podwójną platyną, rozchodząc się w ponad 40 tysiącach kopii.

## Lista utworów
- Digital download[12]

1. „Lustra” – 3:16

## Notowania

### Pozycje na listach airplay
| Kraj   | Lista (2016)      | Najwyższa pozycja |
| ------ | ----------------- | ----------------- |
| Polska | AirPlay – Top     | 6                 |
| Polska | AirPlay – Nowości | 1                 |

## Certyfikaty
| Kraj          | Certyfikat         | Sprzedaż |
| ------------- | ------------------ | -------- |
| Polska (ZPAV) | 2× platynowa płyta | 40 000+  |